# Districtul Humenné

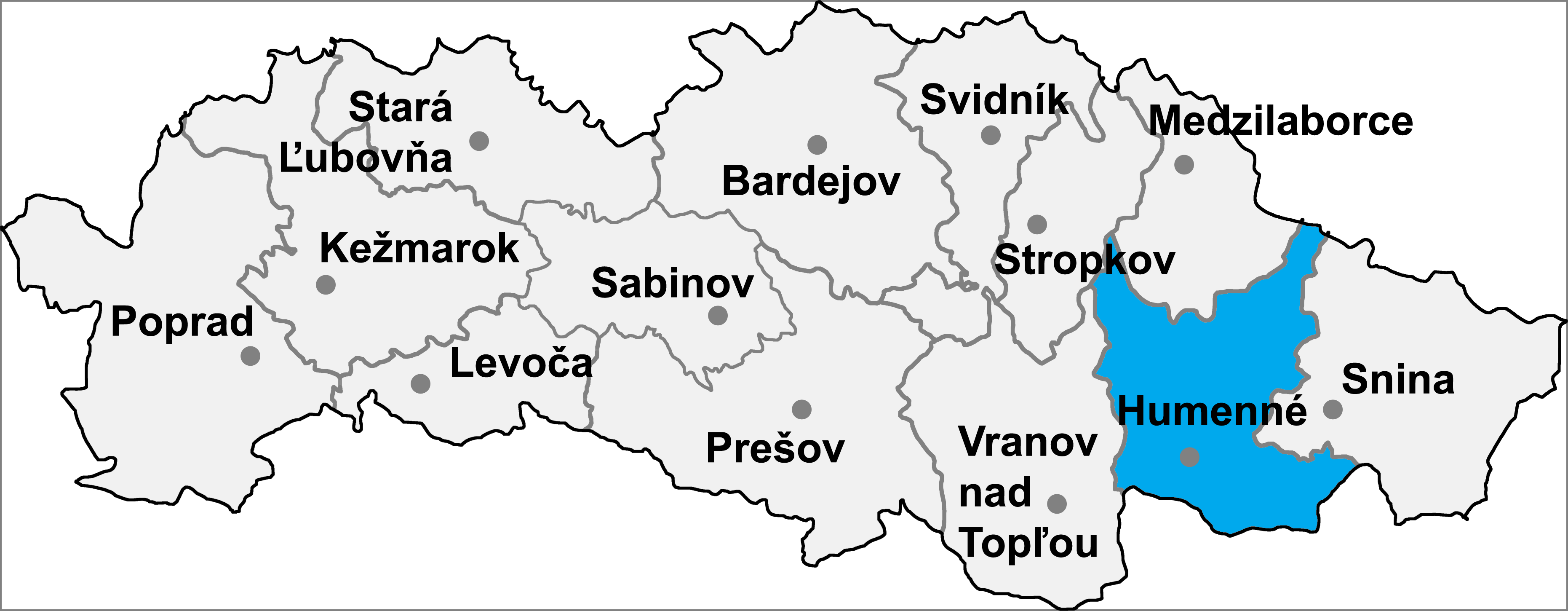
Districtul Humenné

Districtul Humenné (okres Humenné) este un district în Regiunea Prešov din Slovacia estică.

## Demografie
| An:                | 1994   | 2004   | 2014   | 2024   |
| ------------------ | ------ | ------ | ------ | ------ |
| Număr de persoane: | 64.629 | 64.620 | 63.614 | 58.257 |
| Diferență:         |        | −0,01% | −1,55% | −8,42% |

| An:                | 2023   | 2024   |
| ------------------ | ------ | ------ |
| Număr de persoane: | 58.688 | 58.257 |
| Diferență:         |        | −0,73% |

## Comune
- Adidovce
- Baškovce
- Brekov
- Brestov
- Černina
- Dedačov
- Gruzovce
- Hankovce
- Hažín nad Cirochou
- Hrabovec nad Laborcom
- Hrubov
- Hudcovce
- Humenné
- Chlmec
- Jabloň
- Jankovce
- Jasenov
- Kamenica nad Cirochou
- Kamienka
- Karná
- Kochanovce
- Košarovce
- Koškovce
- Lackovce
- Lieskovec
- Lukačovce
- Ľubiša
- Maškovce
- Modra nad Cirochou
- Myslina
- Nechválova Polianka
- Nižná Jablonka
- Nižná Sitnica
- Nižné Ladičkovce
- Ohradzany
- Pakostov
- Papín
- Porúbka
- Prituľany
- Ptičie
- Rohožník
- Rokytov pri Humennom
- Rovné
- Ruská Kajňa
- Ruská Poruba
- Slovenská Volová
- Slovenské Krivé
- Sopkovce
- Topoľovka
- Turcovce
- Udavské
- Valaškovce
- Veľopolie
- Víťazovce
- Vyšná Jablonka
- Vyšná Sitnica
- Vyšné Ladičkovce
- Vyšný Hrušov
- Závada
- Závadka
- Zbudské Dlhé
- Zubné